# Bodoquena
Bodoquena è un comune del Brasile nello Stato del Mato Grosso do Sul, parte della mesoregione del Sudoeste de Mato Grosso do Sul e della microregione di Bodoquena.
La città è stata fondata il 13 maggio 1980.